# Spokojny człowiek
Spokojny człowiek (ang. The Quiet Man) – amerykański film fabularny z 1952 roku w reżyserii Johna Forda. Zdjęcia kręcono w irlandzkich hrabstwach Galway i Mayo.

## Nagrody i nominacje
| Nazwa nagrody | Wygrane                                                                            | Nominacje |
| ------------- | ---------------------------------------------------------------------------------- | --- |
| Oscar         | 1953 Najlepszy reżyser John Ford Najlepsze zdjęcia - filmy kolorowe Winton C. Hoch | 1953 Najlepszy film John Ford, Merian C. Cooper Najlepszy aktor drugoplanowy Victor McLaglen Najlepsza scenografia - filmy kolorowe Charles S. Thompson, Frank Hotaling, John McCarthy Jr. Najlepszy dźwięk Daniel J. Bloomberg Republic Sound Department Najlepszy scenariusz Frank S. Nugent |
| Złoty Glob    | bez rezultatu                                                                      | 1953 Najlepszy reżyser John Ford Najlepsza muzyka Victor Young |
| DGA           | 1953 Najlepsze osiągnięcie reżyserskie w filmie fabularnym John Ford               | 1953 Najlepsze osiągnięcie reżyserskie w filmie fabularnym John Ford |

## Wyróżnienia
| Rok wyróżnienia | Amerykański Instytut Filmowy                                   | Miejsce     |
| --------------- | -------------------------------------------------------------- | ----------- |
| 2002            | Lista 100 najlepszych amerykańskich melodramatów wszech czasów | 76. miejsce |